# Model Digital del Terreny
Estructura numèrica de dades que representa, informàticament i de manera més o menys simplificada, la distribució espacial d'una variable quantitativa contínua del terreny, com ara l'altura (com en els MDE), el pendent topogràfic (com en els MDP), variables climàtiques (com en els models digitals de temperatures), etc.
Habitualment els MDT només recullen una dada per localització XY, i, per tant, no solen representar superfícies complexes del terreny com coves, avencs, desploms, etc.
El model de dades més habitual per a contenir un MDT és el ràster pel fet que la majoria de tècniques modernes d'obtenció d'MDT proporcionen dades ràster, ja sigui des de sensors de teledetecció (com el lidar) o des de tècniques estadístiques d'interpolació espacial.